# Pseudocoremia maculosa
Pseudocoremia maculosa là một loài bướm đêm trong họ Geometridae.